# Province de Phayao
Phayao (en thaï : พะเยา) est une province (changwat) de Thaïlande.
Cette province est située dans le nord du pays. Elle est frontalière du Laos (province de Sayaboury). Sa capitale est Phayao, une ville au bord du lac Phayao.
L'attraction principale de cette région est le lac Phayao, le plus grand lac d'eau douce du nord de la Thaïlande avec une superficie de plus de 2 km2 ; ce lac d'une profondeur moyenne de moins de 2 mètres est un habitat idéal pour plus de 45 espèces de poissons (soit presque autant d'espèces que dans la Seine : 52 espèces).

## Subdivisions

Carte des amphoe de la province de Phayao.

Phayao est subdivisée en 9 districts (amphoe).
- 1 Mueang Phayao (en)
- 2 Chun (en)
- 3 Chiang Kham (en)
- 4 Chiang Muan (en)
- 5 Dok Khamtai (en)
- 6 Pong (en)
- 7 Mae Chai (en)
- 8 Phu Sang (en)
- 9 Phu Kamyao (en)

Ces districts sont eux-mêmes subdivisés en 68 sous-districts (tambon) et 632 villages (muban).

## Galerie

Lac Phayao
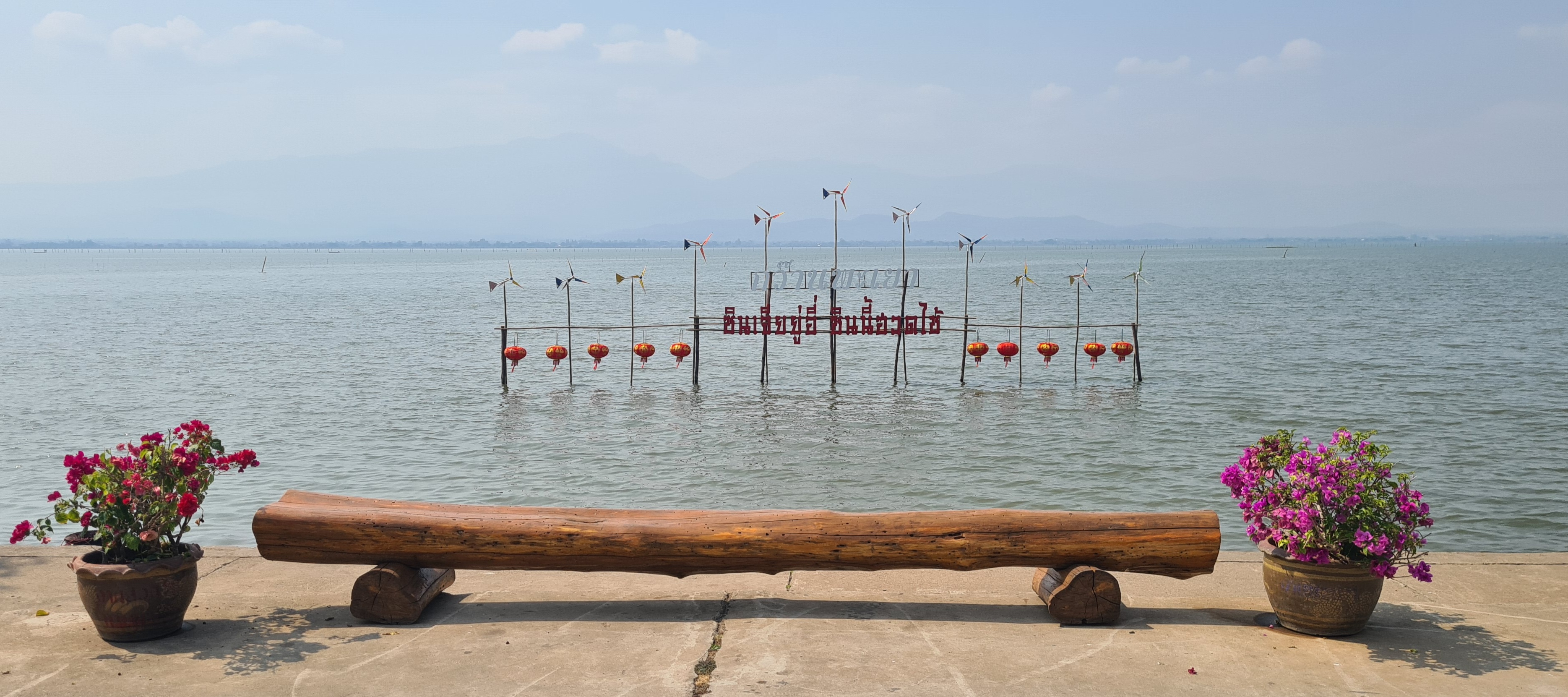
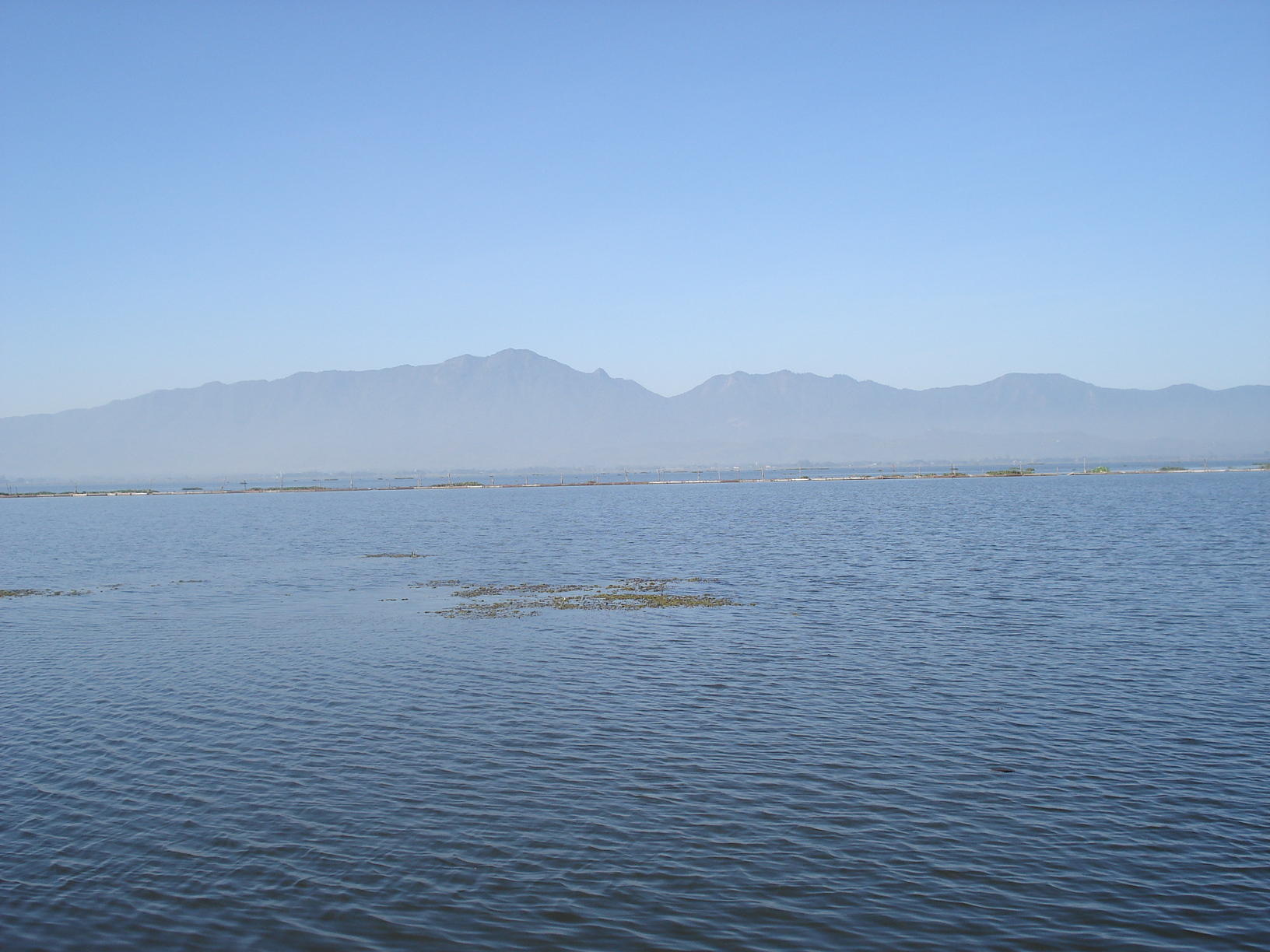
Lac Phayao et en arrière-plan Chaîne des montagnes Phi Pan Nam
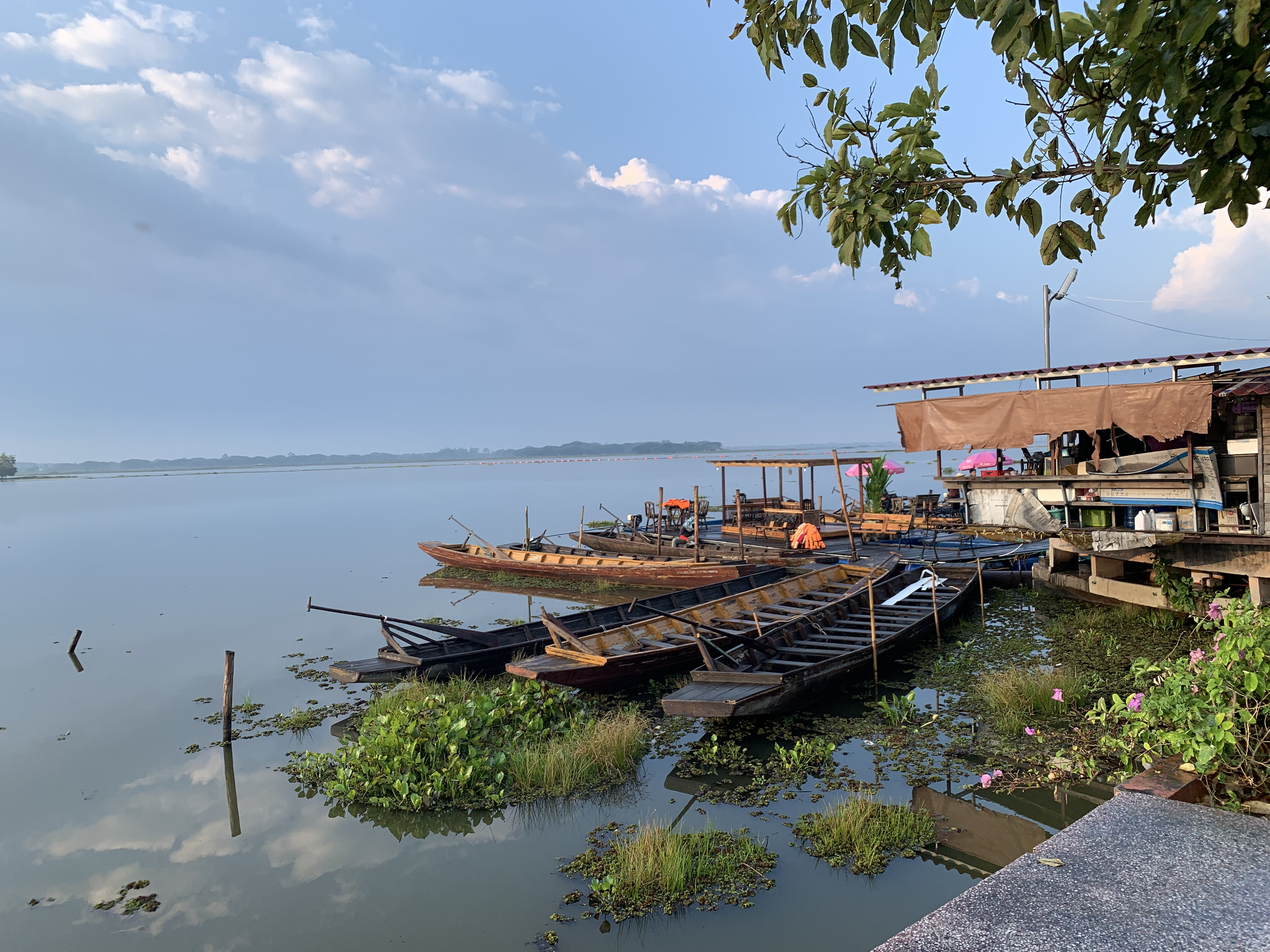
Barques
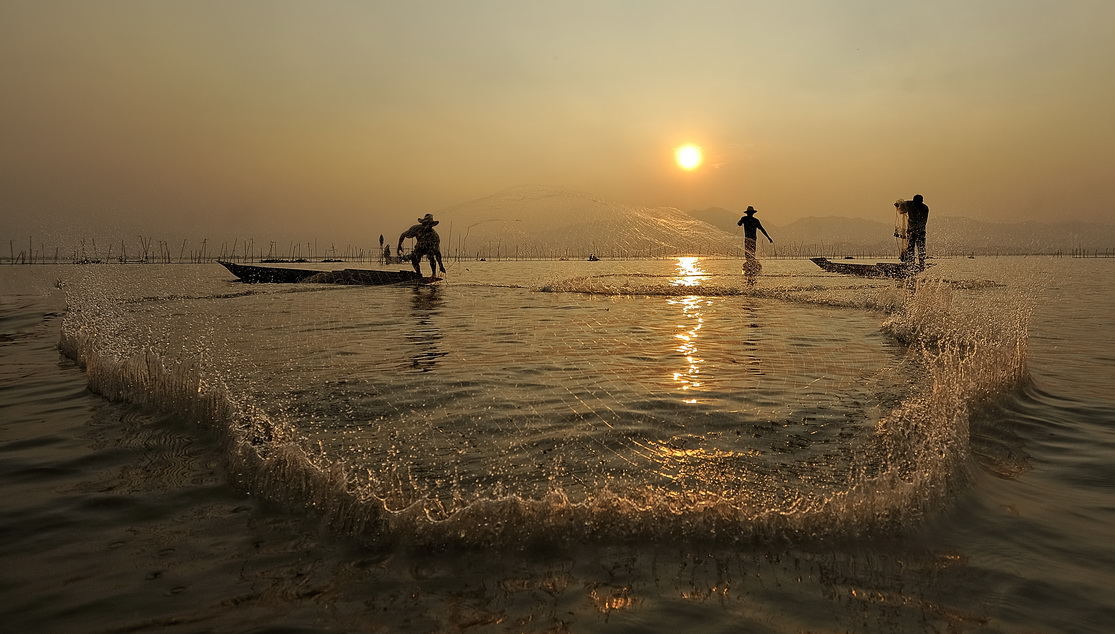
Pêcheurs
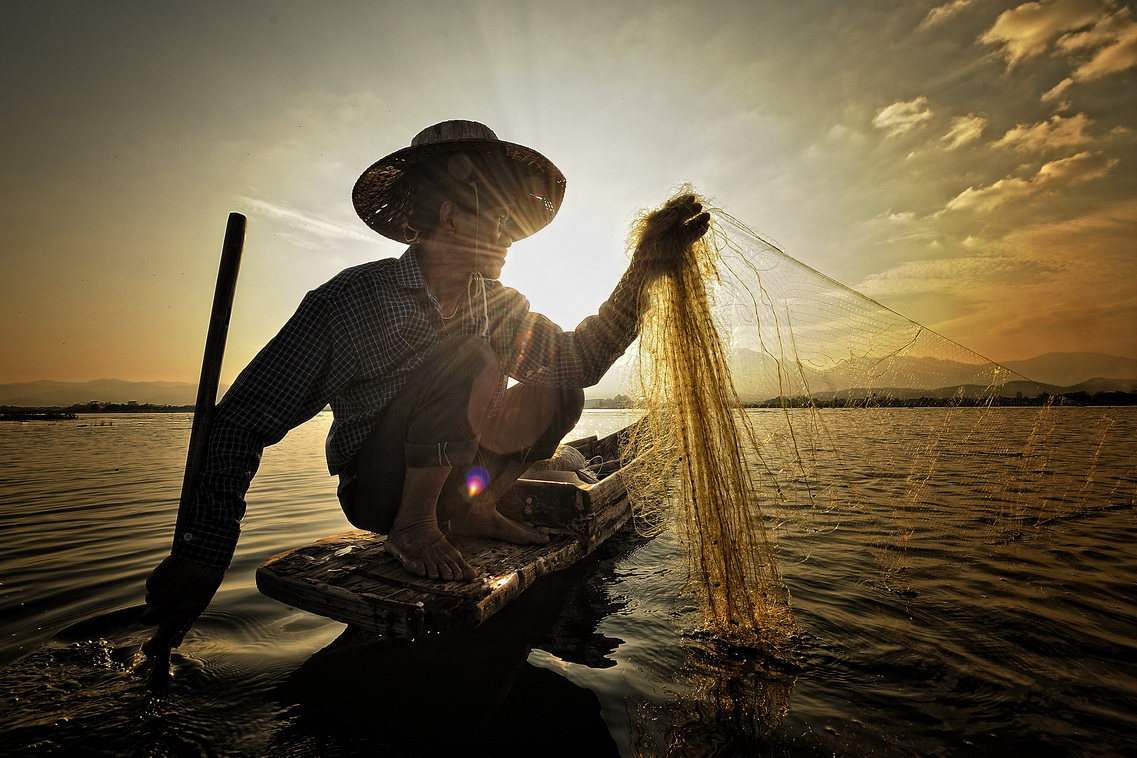
Pêcheur
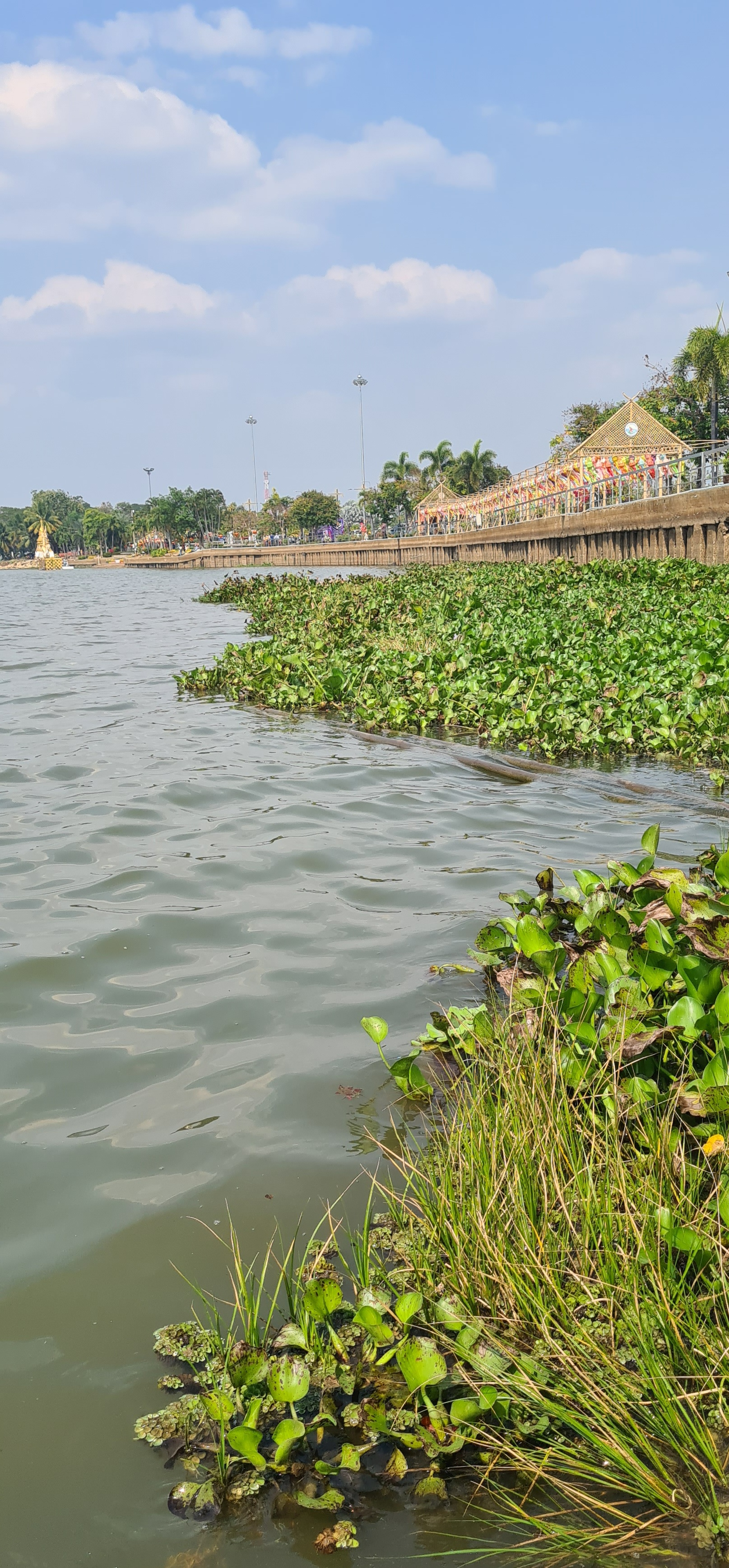
Jacinthes d'eau